# Les Nouvelles Aventures de Sabrina
Les Nouvelles Aventures de Sabrina, ou Les Aventures effrayantes de Sabrina au Québec, (Chilling Adventures of Sabrina) est une série télévisée américaine en 36 épisodes de 50–63 minutes, développée par Roberto Aguirre-Sacasa et diffusée entre le 26 octobre 2018 et le 31 décembre 2020 partout dans le monde sur le service Netflix, incluant les pays francophones.
C'est une adaptation de la série de comics Sabrina, l'apprentie sorcière de l'éditeur Archie Comics et plus précisément de son spin-off horrifique intitulé Chilling Adventures of Sabrina. Il s'agit de la onzième adaptation télévisée des aventures de Sabrina et la cinquième en prise de vues réelle.
Elle se déroule dans un univers partagé comprenant plusieurs séries mettant en scène des personnages d'Archie Comics et démarré avec la série télévisée Riverdale. Après son arrêt, la série s'est poursuivie en comics, sous le titre The Occult World of Sabrina.

## Synopsis
Sabrina Spellman est une adolescente presque comme les autres : elle est née à la suite de la relation entre un sorcier et une mortelle, ce qui fait d'elle une hybride.
Elle vit dans la petite ville de Greendale, élevée par ses deux tantes paternelles, Hilda et Zelda, et fréquente le lycée de la ville avec des adolescents mortels. Néanmoins, à l'aube de son seizième anniversaire, elle doit faire un choix : accepter d'être baptisée pour devenir membre de la satanique Église de la Nuit ou renoncer et continuer sa vie au côté des mortels mais avec peu de pouvoirs.
Elle va également devoir faire face à des forces maléfiques qui menacent sa famille et le monde des mortels car dans l'ombre, l'horrible Madam Satan est prête à tout pour aider Satan à recruter la jeune fille.

## Distribution

### Acteurs principaux
- Kiernan Shipka (VF : Camille Donda) : Sabrina Spellman[note 1]
- Ross Lynch (VF : Hervé Grull) : Harvey Kinkle
- Lucy Davis (VF : Daria Levannier) : Hilda Spellman
- Chance Perdomo (VF : Alexandre Nguyen) : Ambrose Spellman
- Michelle Gomez (VF : Juliette Degenne) : Mary Wardwell / Madam Satan / Lilith
- Jaz Sinclair (VF : Ludivine Maffren) : Rosalind « Roz » Walker (surnommée « Rosie » en VF)
- Tati Gabrielle (VF : Jessica Monceau) : Prudence Blackwood
- Adeline Rudolph (VF : Maïa Liaudois) : Agatha
- Richard Coyle (VF : Xavier Fagnon) : père Faustus Blackwood
- Miranda Otto (VF : Rafaèle Moutier) : Zelda Spellman
- Lachlan Watson (VF : Alice Orsat) : Susie / Theo Putnam (saison 2 - récurrent saison 1)
- Gavin Leatherwood (VF : Eilias Changuel) : Nicholas « Nick » Scratch (saison 2 - récurrent saison 1)

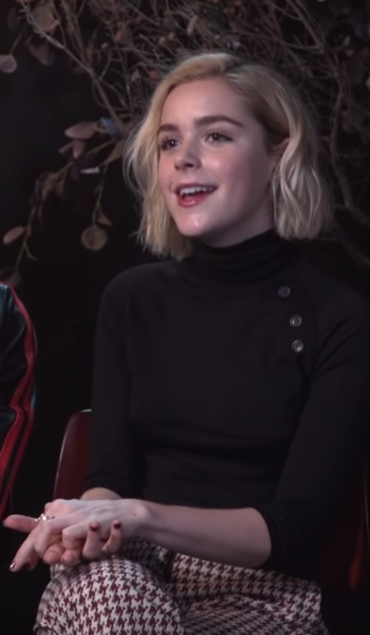
Kiernan Shipka interprète Sabrina.
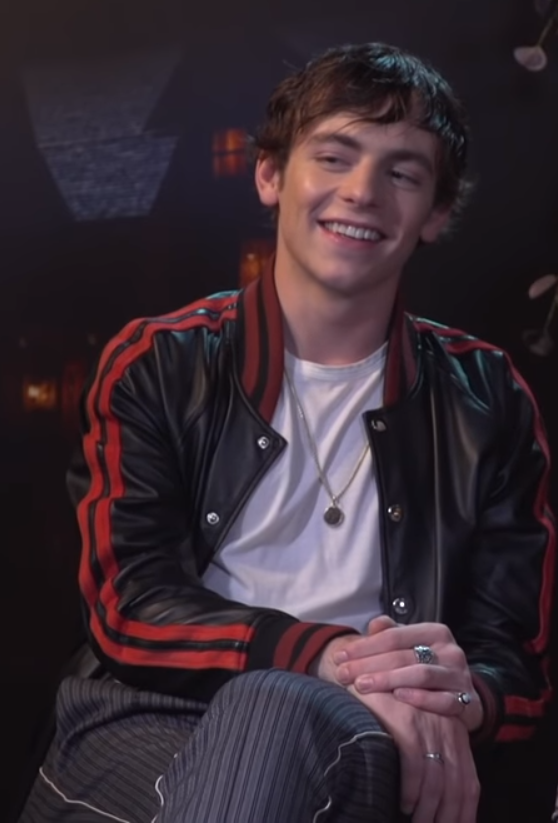
Ross Lynch interprète Harvey.
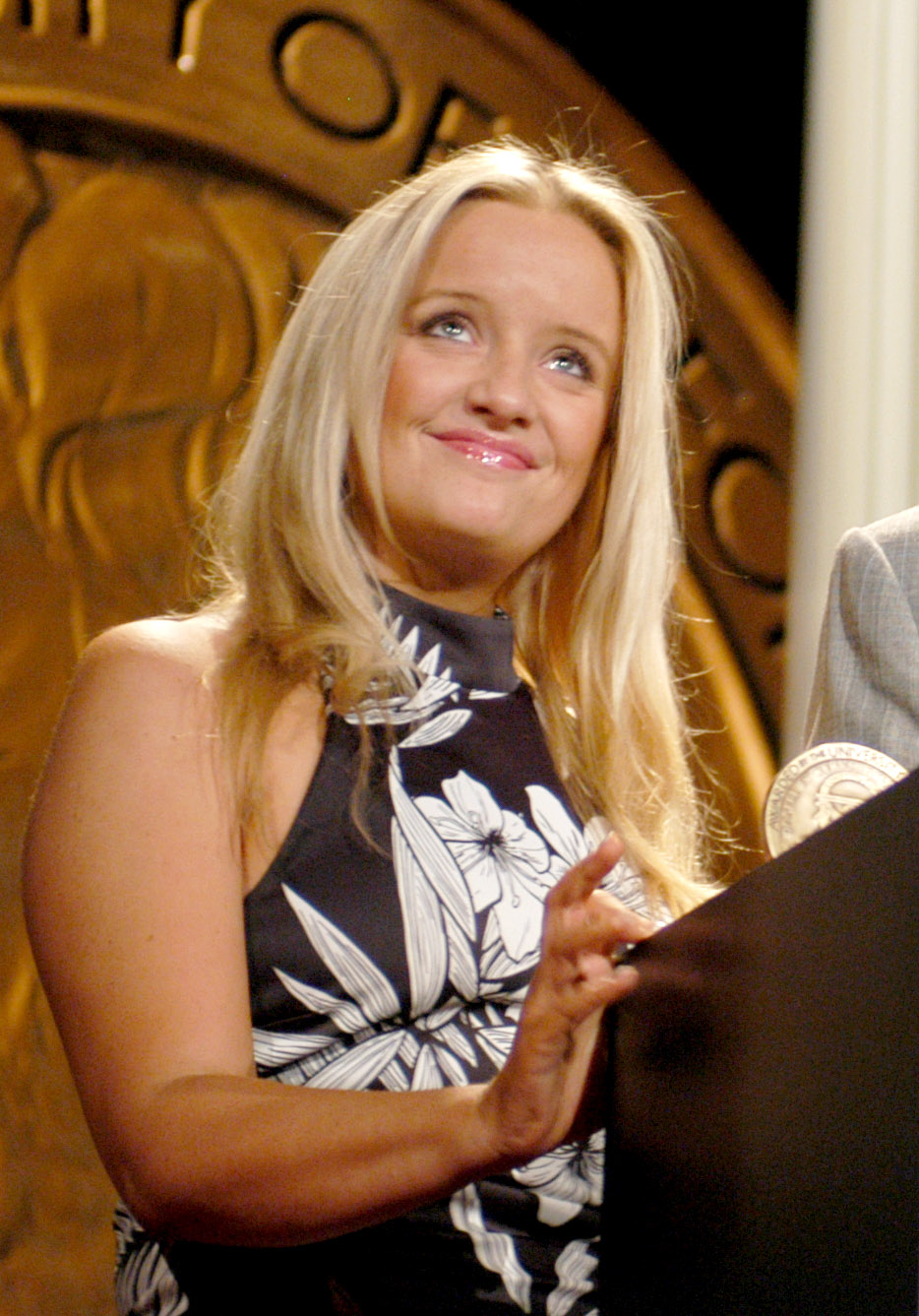
Lucy Davis interprète Hilda.
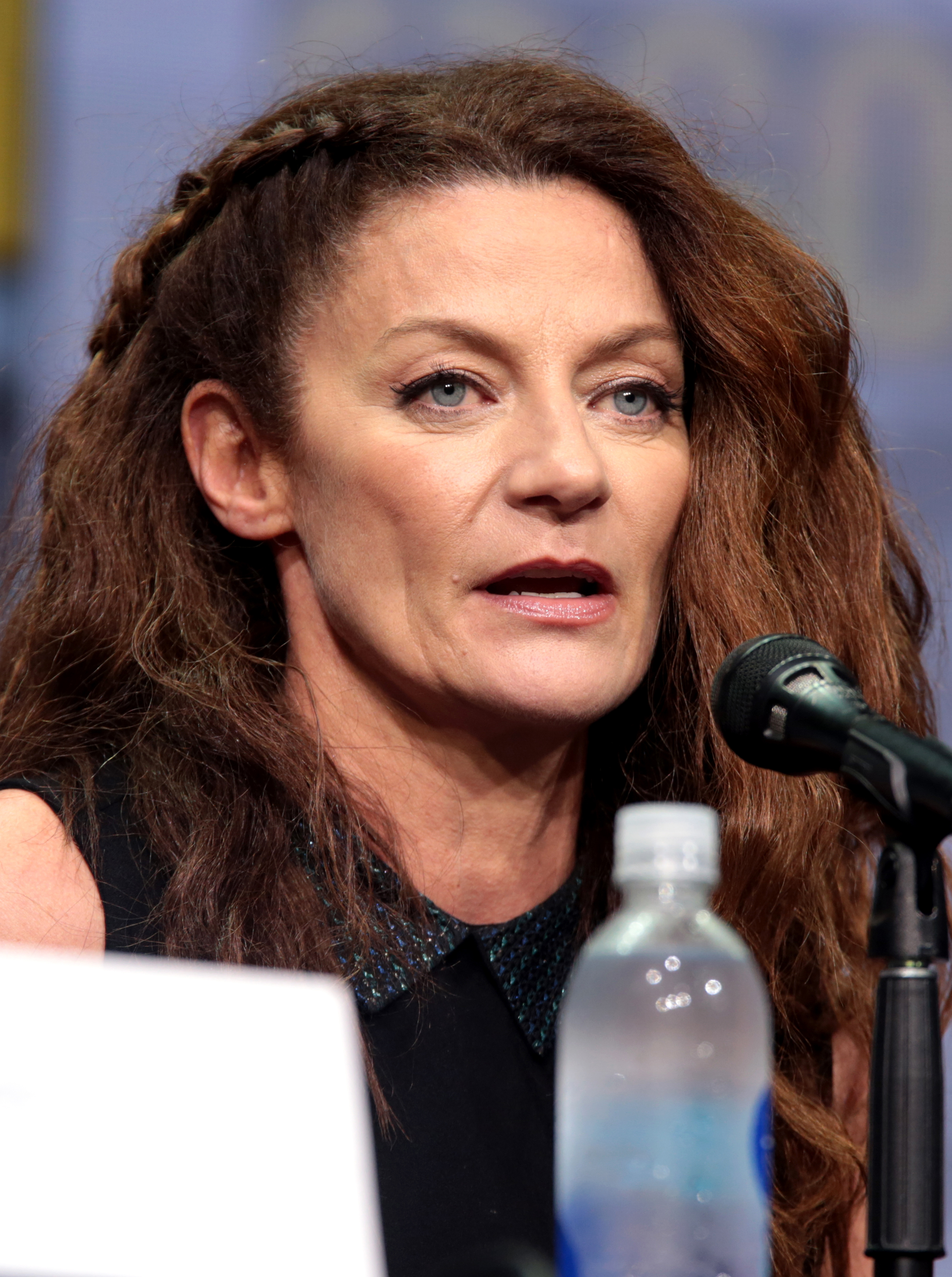
Michelle Gomez interprète Madam Satan.
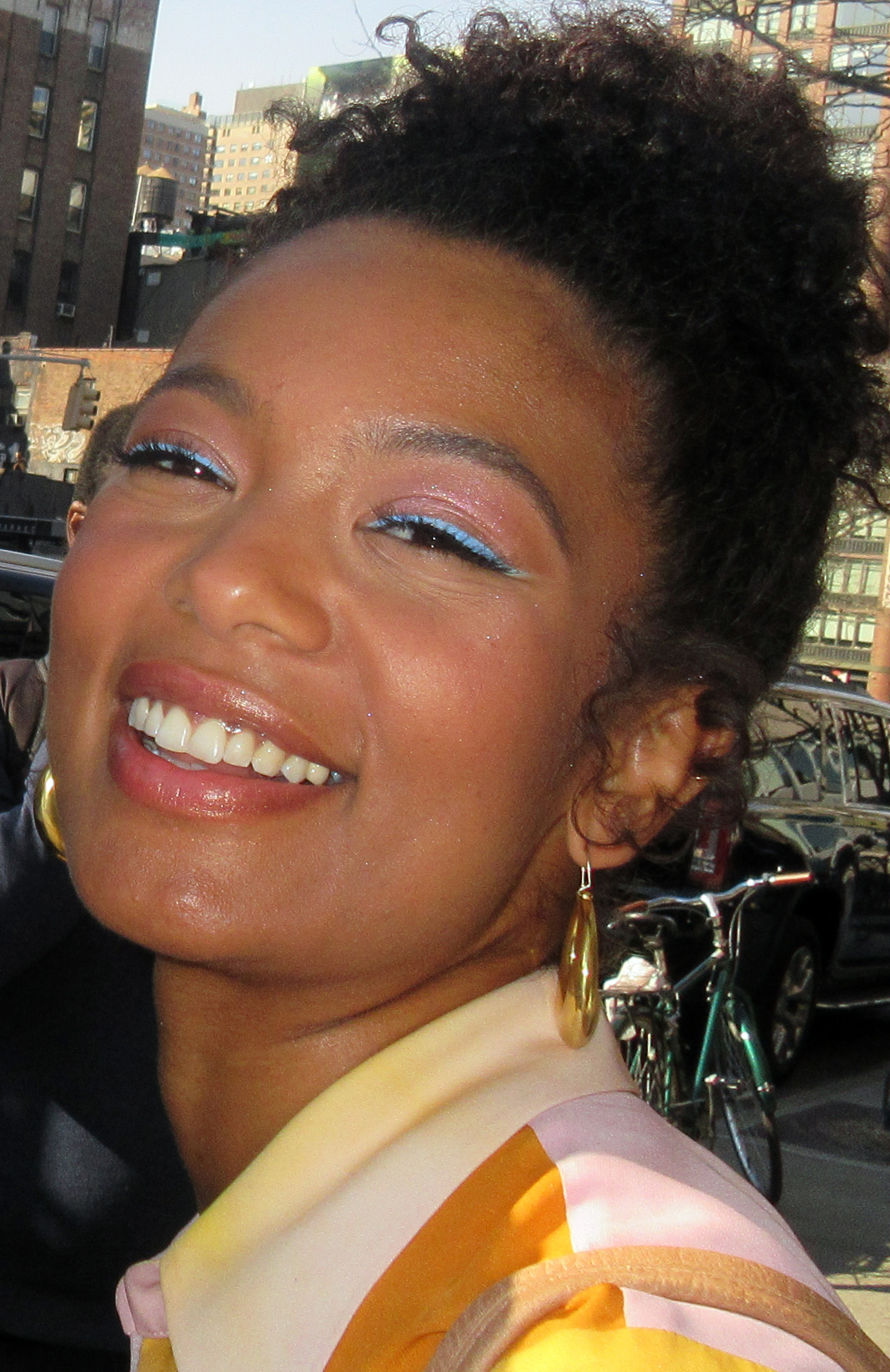
Jaz Sinclair interprète Rosalind.
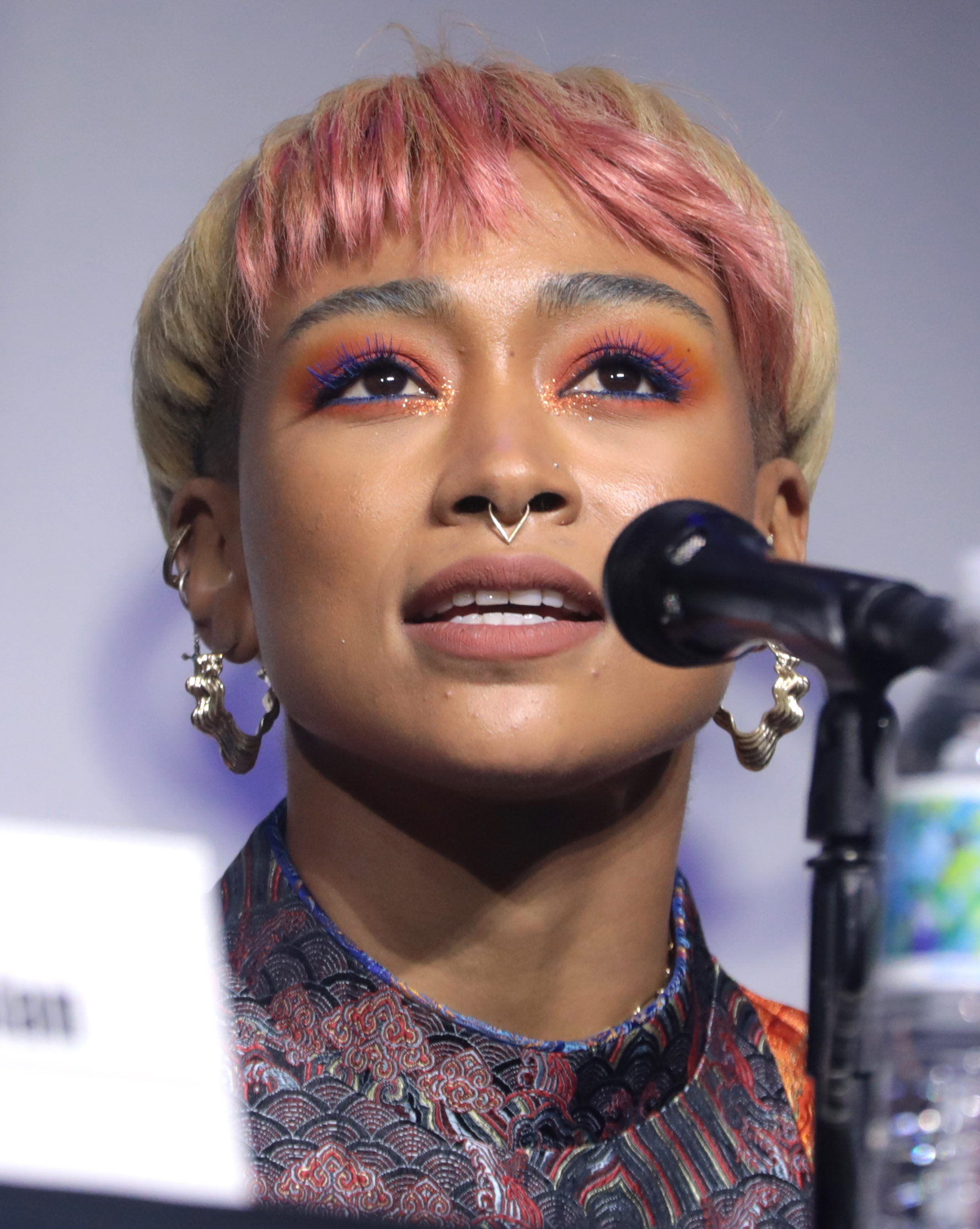
Tati Gabrielle interprète Prudence.
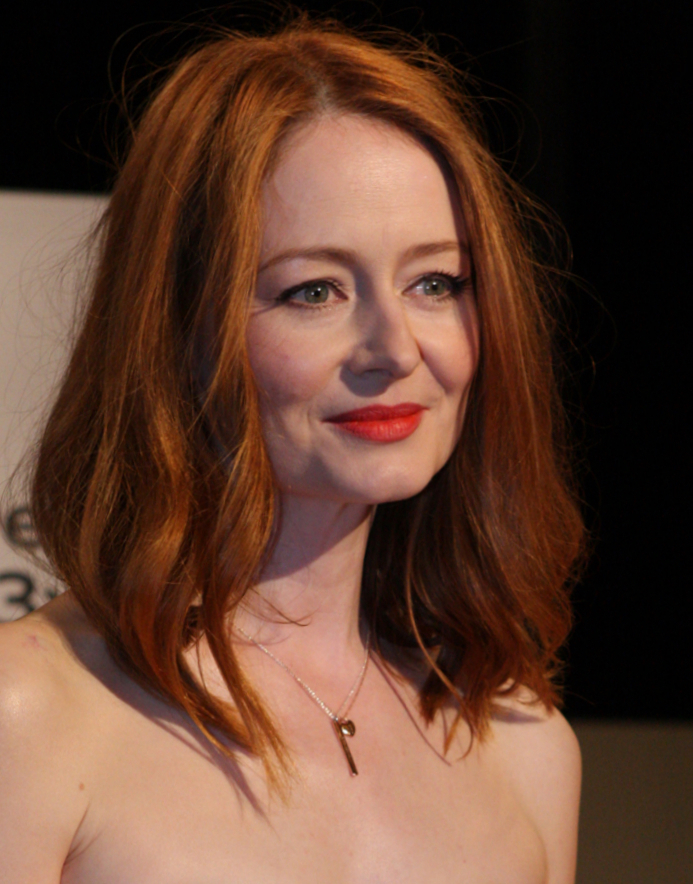
Miranda Otto interprète Zelda.
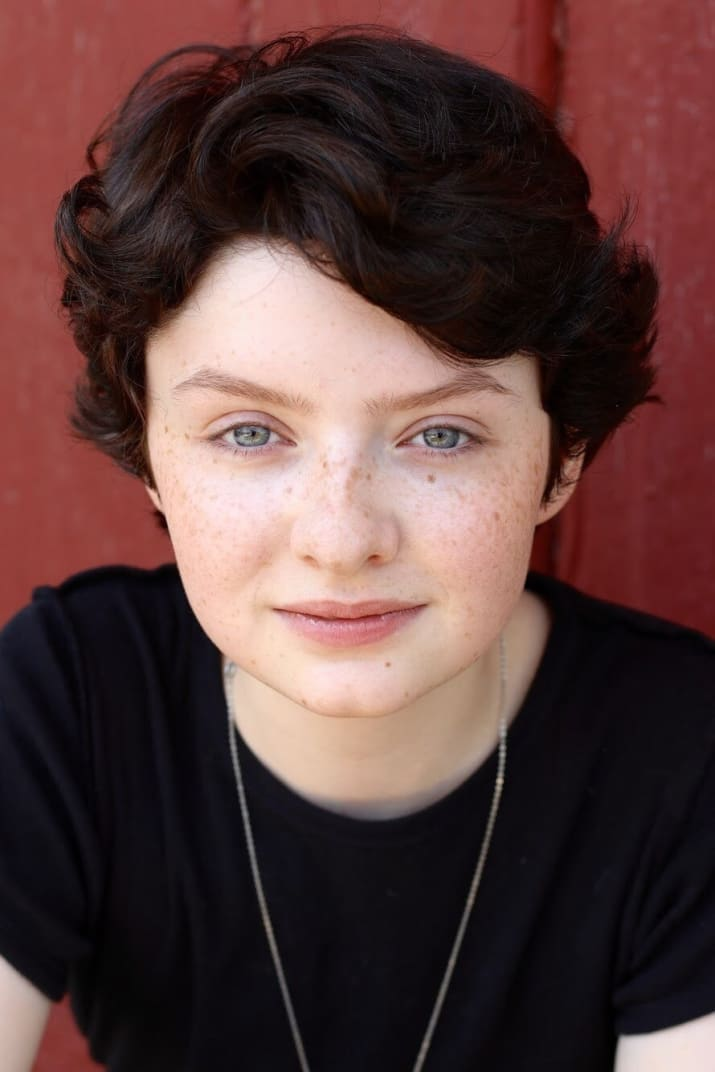
Lachlan Watson interprète Theo.

### Acteurs récurrents
Introduits dans la saison 1
- Abigail Cowen (VF : Philippa Roche) : Dorcas
- Ty Wood (VF : François Santucci) : Billy Marlin
- Peter Bundic (VF : Françoua Garrigues) : Carl Tapper
- Tyler Cotton (VF : Françoua Garrigues) : Melvin
- Alessandro Juliani (VF : Christophe Desmottes) : Dr Cerberus
- Chris Rosamund (VF : Michael Aragones) : M. Kinkle
- Jedidiah Goodacre (VF : Yann Peira) : Dorian Gray
- Emily Haine (VF : Valérie Bescht) : Elspeth
- Bronson Pinchot (VF : Guillaume Lebon) : George Hawthorne (saison 1 - invité saison 2)
- Justin Dobies (VF : Fabrice Trojani) : Thomas « Tommy » Kinkle (saison 1 - invité saison 2)
- Georgie Daburas : Edward Spellman (saison 1 - invité saison 2)
- Alexis Denisof (VF : Arnaud Arbessier) : Adam Masters (saison 1 - invité saison 2)
- Annette Reilly : Diana Spellman (saison 1)
- Darren Mann (VF : Oscar Douieb) : Lucas « Luke » Chalfant (saison 1)
- Adrian Hough (VF : Jerome Wiggins) : M. Putnam (saison 1)
- Alvina August (VF : Laura Zichy) : Lady Constance Blackwood (saison 1)
- Anastasia Bandey (VF : Cléo Anton) : Dorothea Putnam (saison 1)
- Sarah-Jane Redmond (VF : Virginie Caliari) : Mme Kemper (saison 1)
- Nelson Leis (VF : Michael Aragones) : Belzébuth (saison 2 - invité saison 1)
- John Murphy : Asmodée (saison 2 - invité saison 1)
- Donald Sales : Purson (saison 2 - invité saison 1)
- Luke Cook (VF : Pierre Tessier) : Satan / Lucifer Morningstar (saison 2 - invité saison 1)[note 2]

Introduits dans la saison 2
- Sam Corlett (en) (VF : Thibaut Lacourt) : Caliban
- Skye Marshall (VF : Emmanuelle Rivière) : Mambo Marie LeFleur
- Jonathan Whitesell (VF : Jim Redler) : Robin Goodfellow
- Will Swenson (VF : Serge Faliu) : Carcosa / Pan
- Vanessa Rubio (VF : Marie Chevalot) : Nagaina
- Lucie Guest (VF : Kahina Tagherset) : Circé
- Darius Willis : Judas Blackwood
- Whitney Peak (VF : Lila Lacombe) : Judith Blackwood

### Invités des séries du même univers
- Moses Thiessen : Ben Button (de Riverdale - saison 1, épisode 7)

Version française
- Société de doublage : BTI Studios[2],[3]
- Adaptation française : Benjamin Lob et Sophie Vandewalle[3]
- Direction artistique : Barbara Beretta[3]

## Production

### Développement
En septembre 2017, The CW et Archie Comics annonce le développement d'une nouvelle série télévisée adaptée de la série de comics Sabrina, l'apprentie sorcière, et plus précisément, de son spin-off horrifique nommé Chilling Adventures of Sabrina. Il est dévoilé que la série se déroulerait dans le même univers que la série télévisée Riverdale, adapté de plusieurs séries de chez Archie Comics,.
Le 1er décembre 2017, le service de streaming Netflix annonce avoir récupéré le projet et commandé la série. Il est rapporté que le service aurait commandé deux saisons de dix épisodes mais il est précisé plus tard que la commande consiste en une première saison de vingt épisodes, divisée en deux parties.
À la suite de ce changement de chaîne, le directeur de The CW annonce qu'il n'est plus question de mettre en place un crossover entre les deux séries, sans préciser si elles évolueraient quand même toujours dans le même univers, mais sans se rencontrer. Néanmoins, la ville de Sabrina, Greendale, est introduite dans la deuxième saison de Riverdale. Les producteurs confirment que les liens entre les deux séries ne devraient pas aller plus loin que la présence des deux villes.
Le 24 janvier 2018, Roberto Aguirre-Sacasa dévoile la couverture du script du premier épisode de la série révélant le titre de l'épisode ainsi que le titre de la série, qui conservera celui de la série de comics. Quelques jours plus tard, il dévoile un premier aperçu de la série avec une photo du personnage de Salem, le compagnon félin de Sabrina. Il décrit l'ambiance de la série comme une rencontre entre les films Rosemary's Baby et L'Exorciste.
Le 29 juillet 2018, Netflix annonce le lancement de série avec la mise en ligne de la première partie de la première saison pour le 26 octobre 2018. En France, les deux premiers épisodes sont également diffusés sur grand écran à la Comic Con de Paris, le jour du lancement.
Le 12 novembre 2018, Roberto Aguirre-Sacasa dévoile qu'un épisode spécial ayant pour thème la fête de Noël sera mis en ligne le 14 décembre 2018 par Netflix suivi par la deuxième partie de la première saison le 5 avril 2019.
Le 18 décembre 2018, Netflix annonce le renouvellement de la série pour une deuxième saison de seize épisodes, divisée en deux parties comme la première. La première partie a été lancée le 24 janvier 2020 sur le service.
Le 9 juillet 2020, Roberto Aguirre-Sacasa et Netflix annoncent que la série prendra fin avec la mise en ligne de la deuxième et dernière partie de la seconde saison dans le courant de l'année 2020, devenant la seconde série de l'Archiverse à prendre fin en 2020 après Katy Keene. L'année suivante, Aguirre-Sacasa confirme que la décision d'arrêter la série a été prise par Netflix, le service ayant jugé la production de la série trop compliqué en raison de la pandémie de Covid-19. Il dévoile également que le dernier épisode devait se terminer sur une scène dans laquelle Zelda (Miranda Otto) invoque le Baron Samedi pour lui demander de l'aide pour ressusciter Sabrina. Cette scène devait introduire les événements d'une potentielle troisième saison mais a été coupée au montage après la décision de Netflix.

### Distributions des rôles

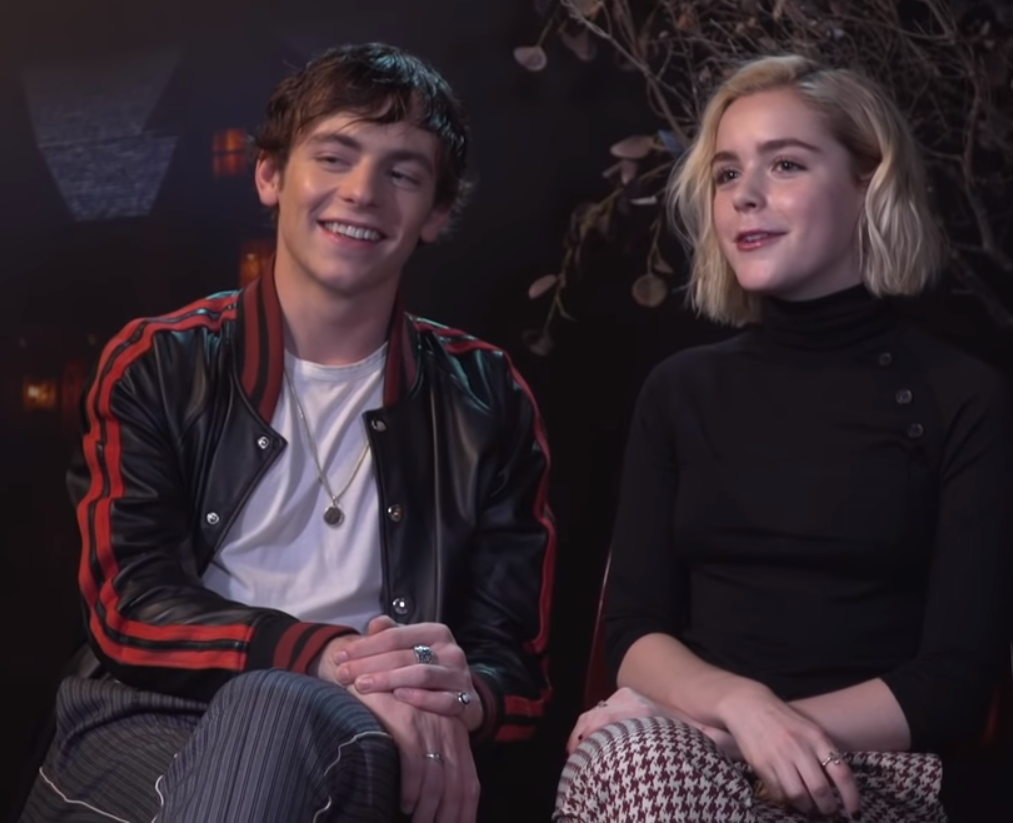
Ross Lynch, l'interprète d'Harvey, et Kiernan Shipka, l'interprète de Sabrina, lors d'un interview presse avec MTV en 2018.

Le 5 janvier 2018, il est annoncé que l'actrice Kiernan Shipka sera l’interprète de Sabrina Spellman. Elle est rejointe le 5 février 2018 par Jaz Sinclair qui intègre la distribution principale pour interpréter Rosalind Walker, la meilleure amie de Sabrina.
Le 15 février 2018, Michelle Gomez rejoint la distribution pour le rôle de Mary Wardell, l'une des professeures de Sabrina possédée par Madam Satan. Chance Perdomo est également annoncé pour le rôle d'Ambrose Spellman, le cousin sorcier de Sabrina. Le lendemain, Lucy Davis décroche le rôle de tante Hilda.
Le 20 février 2018, Miranda Otto est annoncée à la distribution pour interpréter Zelda Spellman. Quelques jours après, Richard Coyle décroche le rôle du méchant, le père Blackwood.
Le 8 mars 2018, l'acteur Bronson Pinchot rejoint la distribution récurrente de la série pour interpréter George Hawthorne, le principal du lycée Baxter. Une semaine après, Ross Lynch décroche le rôle d'Harvey Kinkle, connu comme étant le petit ami de Sabrina dans les comics. Le lendemain, Tati Gabrielle rejoint la distribution principale pour le rôle de Prudence et Adeline Rudolph et Abigail Cowen rejoignent la distribution récurrente pour jouer deux membres de sa faction.
Le 28 novembre 2018, l'acteur Alexis Denisof, connu pour son rôle dans la célèbre série Buffy contre les vampires et son spin-off Angel, rejoint la distribution récurrente de la deuxième partie de la première saison pour le rôle d'Adam Masters, le petit ami de Mary Wardwell. Il est rejoint par Jedidiah Goodacre qui interprétera une nouvelle version de Dorian Gray, le personnage du roman d'Oscar Wilde. Il est dévoilé que Mckenna Grace apparaîtra en tant qu'invitée dans l'épisode de Noël dans une version jeune de Sabrina.
Le 6 juin 2019, la production annonce que Gavin Leatherwood et Lachlan Watson sont promus à la distribution principale à partir de la deuxième saison. Ils sont rejoints en décembre 2019 par Sam Corlett, Skye Marshall et Jonathan Whitesell qui signent pour des rôles récurrents.
En décembre 2020, Netflix dévoile que Beth Broderick et Caroline Rhea, les interprètes de Zelda et Hilda dans l'adaptation télévisée de 1996, feront une apparition dans deux épisodes de la dernière partie de la série.

### Tournage

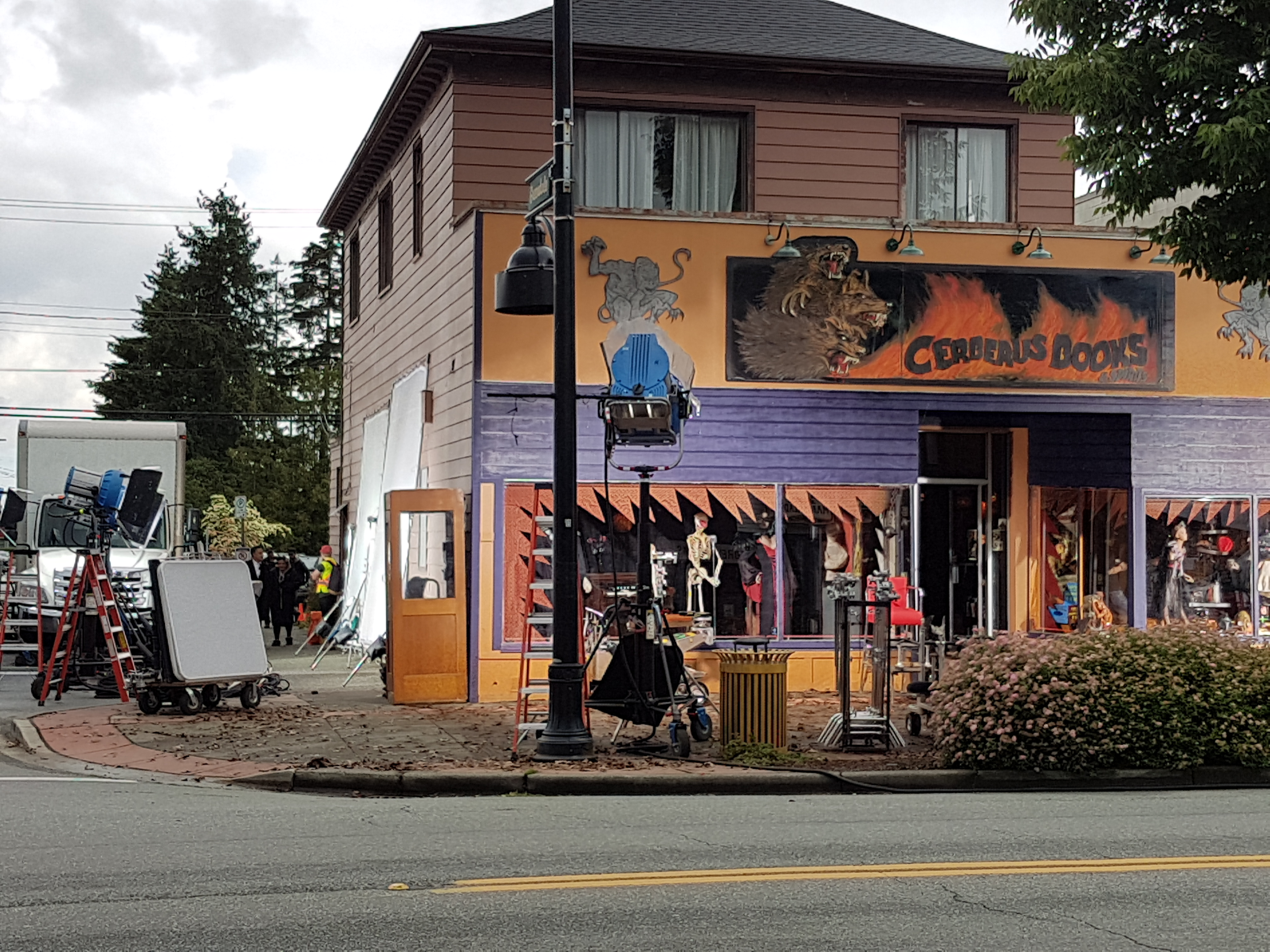
Le plateau utilisé pour les scènes au Cerberus à Cloverdale au Canada.

La série est tournée à Vancouver au Canada.
Lors de la commande de la série, Netflix dévoile que les vingt premiers épisodes seront tournés consécutivement. Le tournage de la première partie se déroulera entre mars et juillet 2018 et celui de la deuxième entre juillet et novembre 2018.
D'abord prévu pour le 19 février 2018, le tournage de la série a finalement commencé le 16 mars 2018 à Vancouver. Certaines scènes ont également été tournées dans la communauté de Cloverdale.

### Générique
Peu avant le lancement de la série, Roberto Aguirre-Sacasa dévoile le générique de la série qui utilise la technique du Motion comic, un processus qui permet de mettre en mouvement les dessins fixes d'une bande dessinée numérisée.
Le générique utilise quelques illustrations inédites à l'image des acteurs mais est principalement composé de dessins issus de la série de comics Chilling Adventures of Sabrina, dont la série est adaptée. Ces dessins sont des réalisations de l'illustrateur Robert Hack.
La Sabrina originale des comics classiques est également présente dans le générique avec l'utilisation d'un dessin issu du vingt-deuxième numéro du comics Archie's Madhouse de 1962 dans lequel la jeune sorcière fait sa toute première apparition. Réalisé par Dan DeCarlo, ce dessin met en scène Sabrina devant une télévision qui diffuse une image du célèbre couple Archie Andrews et Betty Cooper.

### Fiche technique
- Titre original : Chilling Adventures of Sabrina
- Titre français : Les Nouvelles Aventures de Sabrina
- Titre québécois : Les Aventures effrayantes de Sabrina[38]
- Développement : Roberto Aguirre-Sacasa, d'après les séries de comics Sabrina, l'apprentie sorcière et Chilling Adventures of Sabrina de Archie Comics
- Direction artistique : Aer Agrey
- Décors : Lisa Soper
- Casting : David Rapaport et Lyndsey Baldasare
- Musique : Adam Taylor
- Production : Craig Forrest, Ryan Lindenberg et Matthew Barry
- Producteur délégués : Jon Goldwater, Sarah Schechter, Greg Berlanti, Roberto Aguirre-Sacasa et Lee Toland Krieger
- Sociétés de production : Berlanti Productions, Archie Comics, Warner Bros. Television et Muckle Man Productions (saison 2)
- Sociétés de distribution : Netflix (télévision) ; Warner Bros. Television (globale)
- Pays d'origine :  États-Unis
- Langue originale : anglais
- Format : couleur - 2.20 : 1 - 4K - son Dolby numérique
- Genre : série télévisée fantastique et d'horreur
- Durée : 49-61 minutes
- Public :
  -  États-Unis :  (interdit aux moins de 14 ans, contrôle parental obligatoire)
  -  France : Interdit aux moins de  ans

 Sauf indication contraire, les informations mentionnées dans cette section peuvent être confirmées par la base de données cinématographiques IMDb,  présente dans la section « Liens externes ».

## Épisodes
| Saisons | Saisons | Nombre d'épisodes | Diffusion originale | Diffusion originale |
| Saisons | Saisons | Nombre d'épisodes | Début de saison     | Fin de saison       |
| ------- | ------- | ----------------- | ------------------- | ------------------- |
|         | 1       | 20                | 26 octobre 2018     | 5 avril 2019        |
|         | 2       | 16                | 24 janvier 2020     | 31 décembre 2020    |

### Première saison:Parties 1 et 2(2018-2019)
Cette première saison est composée de vingt épisodes : La première partie a été mise en ligne le 26 octobre 2018. Elle est suivie par un onzième épisode, un spécial ayant pour thème la fête de Noël, le 14 décembre 2018. La deuxième partie a ensuite été mise en ligne le 5 avril 2019 sur Netflix.
Partie 1
1. Chapitre un : Au Pays d'octobre (Chapter One: October Country)
2. Chapitre deux : Un Obscur baptême (Chapter Two: The Dark Baptism)
3. Chapitre trois : Le Procès de Sabrina Spellman (Chapter Three: The Trial of Sabrina Spellman)
4. Chapitre quatre : L'Académie des sorcières (Chapter Four: Witch Academy)
5. Chapitre cinq : Rêves dans une maison de sorcières (Chapter Five: Dreams in a Witch House)
6. Chapitre six : Un Exorcisme à Greendale (Chapter Six: An Exorcism in Greendale)
7. Chapitre sept : La Fête des fêtes (Chapter Seven: Feast of Feasts)
8. Chapitre huit : L'Enterrement (Chapter Eight: The Burial)
9. Chapitre neuf : Le Mortel ressuscité (Chapter Nine: The Returned Man)
10. Chapitre dix : Minuit (Chapter Ten: The Witching Hour)
11. Chapitre onze : Un Conte d'hiver (Chapter Eleven: A Midwinter's Tale)

Partie 2
1. Chapitre douze : L'Épiphanie (Chapter Twelve: The Epiphany)
2. Chapitre treize : La Passion de Sabrina Spellman (Chapter Thirteen: The Passion of Sabrina Spellman)
3. Chapitre quatorze : Lupercales (Chapter Fourteen: Lupercalia)
4. Chapitre quinze : La Maison de l'horreur du docteur Cerberus (Chapter Fifteen: Doctor Cerberus's House of Horror)
5. Chapitre seize : Blackwood (Chapter Sixteen: Blackwood)
6. Chapitre dix-sept : Les Missionnaires (Chapter Seventeen: The Missionaries)
7. Chapitre dix-huit : Les Miracles de Sabrina Spellman (Chapter Eighteen: The Miracles of Sabrina Spellman)
8. Chapitre dix-neuf : Le Sort de la mandragore (Chapter Nineteen: The Mandrake)
9. Chapitre vingt : La Valse de Mephisto (Chapter Twenty: The Mephisto Waltz)

### Deuxième saison:Parties 3 et 4(2020)
Cette deuxième saison est composée de seize épisodes : La première partie a été mise en ligne le 24 janvier 2020. La deuxième partie, qui conclut la série, a été mise en ligne le 31 décembre 2020.
Partie 3
1. Chapitre vingt-et-un : Un cœur aux Enfers (Chapter Twenty-One: The Hellbound Heart)
2. Chapitre vingt-deux : Traîne-moi en Enfer (Chapter Twenty-Two: Drag Me To Hell)
3. Chapitre vingt-trois : Lourde est la couronne (Chapter Twenty-Three: Heavy is the Crown)
4. Chapitre vingt-quatre : La Lune du lièvre (Chapter Twenty-Four: The Hare Moon)
5. Chapitre vingt-cinq : Le Diable intérieur (Chapter Twenty-Five: The Devil Within)
6. Chapitre vingt-six : Une Bande de sorcières (Chapter Twenty-Six: All of them Witches)
7. Chapitre vingt-sept : Le Baiser de Judas (Chapter Twenty-Seven: The Judas Kiss)
8. Chapitre vingt-huit : Sabrina est une légende (Chapter Twenty-Eight: Sabrina is Legend)

Partie 4
1. Chapitre vingt-neuf : Les Abominations (Chapter Twenty-Nine: The Eldritch Dark)
2. Chapitre trente : Le Pestiféré (Chapter Thirty: The Uninvited)
3. Chapitre trente-un : Les Nouvelles sœurs du Destin (Chapter Thirty-One: The Weird One)
4. Chapitre trente-deux : Le Vœu de Blackwood (Chapter Thirty-Two: The Imp of the Perverse)
5. Chapitre trente-trois : Deus ex machina (Chapter Thirty-Three: Deus Ex Machina)
6. Chapitre trente-quatre : Les Revenants (Chapter Thirty-Four: The Returned)
7. Chapitre trente-cinq : Sabrina Morningstar, l'apprentie-sorcière (Chapter Thirty-Five: The Endless)
8. Chapitre trente-six : La Fiancée du Néant (Chapter Thirty-Six: At the Mountains of Madness)

## Autour de la série

### Livres et romans
En mai 2018, l'éditeur américain Scholastic signe avec Archie Comics pour la publications de livres autour des séries de l'éditeur mais également autour de leurs adaptations comme la série Riverdale. La maison d'édition entame alors la publication de romans se déroulant dans la continuité des séries mais également des livres non-fictionnel comme des guides.
En janvier 2019, il est dévoilé que Les Nouvelles Aventures de Sabrina fera partie des séries dont l'univers sera exploité en livre. La première publication, un roman préquel écrit par Sarah Rees Brennan, est sorti en juillet 2019. En France, c'est l'éditeur Hachette Livre qui est chargé de la publications de ces livres.

### Bandes originales
Comme pour Riverdale, la musique est un éléments récurrent de Sabrina. En effet, la série contient quelques numéros musicaux, principalement des reprises de chansons connues.
WaterTower Music commence à publier les chansons de la série le 15 mars 2019 avec un EP comprenant quelques chansons interprétées par des acteurs lors de la première partie de la saison une. Le label édite ensuite un album comprenant une sélection des chansons pouvant être entendues lors de la saison ainsi que six chansons interprétées par les acteurs, dont celles déjà éditées dans l'EP. Par la suite, le label publiera également des albums pour la première partie puis pour la deuxième partie de la seconde saison.
Pour la promotion de la première partie de la seconde saison, un single et un clip vidéo ont été publiés le 9 janvier 2020. Interprétée par Kiernan Shipka, sous le nom de Sabrina Spellman, et composé par Lovecraft, la chanson s'intitule Straight To Hell.
Un album contenant les musiques composées Adam Taylor pour la série à également été édité par WaterTower Music.

### Connexion avecRiverdale
Les Nouvelles Aventures de Sabrina a au départ été développée dans l'optique d'être le premier spin-off de la série Riverdale, qui est également adaptée des publications d'Archie Comics, et d'être diffusée sur la même chaîne, The CW. À la suite du rachat de la série par Netflix lors de sa phase de développement, la production prend la décision d'en faire finalement un programme totalement indépendant.
Néanmoins, Greendale, la ville de Sabrina, est introduite dans la deuxième saison de Riverdale. Ville voisine de Riverdale, elle est réputée pour être le théâtre de nombreux événements étranges. Les personnages de la série s'y rendront plusieurs fois au cours de la saison, sans jamais rencontrer Sabrina ou ses proches. Les producteurs confirmeront par la suite que les deux séries évoluent bien dans le même univers mais que les liens entre elles ne devraient pas aller plus loin.
Cette rencontre marque la mise en place d'un univers partagé, surnommé Archiverse par la production, et qui inclut également la série télévisée Katy Keene.
Plusieurs références à la ville de Riverdale, au lycée de la ville ou encore à la rivière de Sweetwater sont également faites dans Sabrina, principalement via des dialogues ou des éléments visuels.
Dans le septième épisode de la première saison de Sabrina, un personnage de Riverdale, Ben Button, interprété par Moses Thiessen, fait une courte apparition. Ce n'est pas la première fois que ce dernier se rend à Greendale : dans le premier épisode de la seconde saison de Riverdale, il était dévoilé qu'il y suivait des cours de musique donné par la fausse Geraldine Grundy.
Dans le dixième épisode de la quatrième saison de Riverdale, le personnage de Billy Marlin, interprété par Ty Wood, fait une apparition, il est interviewé par Betty Cooper qui enquête auprès des équipes de football de plusieurs villes voisines. Dans le troisième épisode de la troisième partie de Sabrina, la jeune sorcière et son cousin se rendent à Riverdale pour chercher une couronne ayant appartenue à l'un des ancêtres de Cheryl Blossom. Lors de leurs arrivée dans la ville, on peut y apercevoir un tag réalisé par Jughead Jones. Quelques épisodes plus tard, un membre des Southside Serpents croise le chemin d'Hilda.
Dans le quatorzième épisode de la seconde saison de Sabrina, la sorcière et ses amis découvrent un poster publicitaire pour un vieux concours de musique auquel devait participer les Fred Heads, le groupe de musique de Fred, le père d'Archie Andrews.
Sabrina se termine avec la diffusion de la deuxième partie de sa seconde saison en 2020. Néanmoins, Roberto Aguirre-Sacasa a dévoilé que si la série avait été renouvelée pour une troisième saison, un crossovers mettant en scène la rencontre des personnages de deux séries aurait eu lieu. Néanmoins, malgré l'annulation, Warner Bros. Television dévoile en octobre 2021 que Kiernan Shipka reprendra son rôle de Sabrina Spellman dans le quatrième épisode de la sixième saison de Riverdale. Cet épisode se déroule dans un univers alternatif, Rivervale, dans lequel Cheryl Blossom fait appel à Sabrina pour l'aider à sauver sa grand-mère.
Sabrina fait une seconde apparition dans le dix-neuvième épisode de la saison, se déroulant cette fois-ci dans la continuité principale de la série et après les événements des Nouvelles Aventures de Sabrina et qui permet d'apporter une conclusion à certaines intrigues de la série. Nicholas Scratch apparaît également dans l'épisode mais interprété par Cole Sprouse, Sabrina utilisant un sort de resurrection temporaire pour le ramener dans le corps de Jughead.
Durant la même saison, la série introduit le personnage d'Heather, joué par Caroline Day, qui est une sorcière originaire de Greendale et du même coven que Sabrina.

### The Occult World of Sabrina
Après l'arrêt de la série, Roberto Aguirre-Sacasa annonce le lancement d'une série de comics lui faisant suite. Publiée par Archie Comics et intitulée The Occult World of Sabrina, elle se déroule après les événements du dernier épisode de la série. Les premiers numéros suivront la famille et les amis de Sabrina qui tentent de trouver un moyen de la ramener à la vie après son sacrifice.

## Accueil

### Critiques
La première saison de la série a reçu des critiques généralement positives aux États-Unis. Sur le site agrégateur de critiques Rotten Tomatoes, elle recueille 91 % de critiques positives, avec une note moyenne de 7,71/10 sur la base de 85 critiques collectées lui permettant d'obtenir le statut « frais », le certificat de qualité du site. Le consensus critique établi par le site résume que la saison est belle, macabre et permet de mettre en avant le talent d'actrice de Kiernan Shipka Sur Metacritic, la saison obtient une note de 74/100 basée sur 28 critiques collectées.
La journaliste Alicia Lutes du site internet IGN a donné à la première partie de la saison une note de 9.2/10, affirmant qu'elle « brillait dans ses intrigues délicieusement sombres, ses côtés camp et son humour irrévérencieux ». Dave Nemetz de TVLine a donné un B+ à la première partie en déclarant que « Sabrina est plus bavarde et consciente que Riverdale n’a jamais eu le droit d'être » et qu’elle « est très bien partie ». Enfin, Meagan Navarro de Bloody Disgusting a fait l’éloge de la première partie, affirmant qu’elle était « amusante et rythmée ».
Dans une critique de la première partie, Daniel Fienberg de The Hollywood Reporter a déclaré que « l'intérêt pour Sabrina, qui grandit au fur et à mesure que le show avance, vient principalement de Kiernan Shipka ». Il encense la performance de l'actrice en mentionnant qu'elle « complète parfaitement l'un des éléments les plus attachants de la série, à savoir son approche floue de la modernité ». Chris Hayner de GameSpot a encensé la première partie en soulignant les performances des acteurs. Il souligne également le progressisme de la série et déclara qu'elle « réussit à se débrouiller avec les problèmes contemporains auxquels de nombreux visages font face, tout en décrivant tout cela dans un monde surnaturel ». Constance Grady de Vox apprécie la première partie, en particulier pour sa cinématographie, déclarant que « ses efforts de production plus élevées sont évidents dans chaque cadre, et le résultat est magnifique ». Elle ajoute que lorsque la série s’engage pleinement dans son esthétique de l’horreur gothique et sombre, elle est « plus excitante ».
Lors de la diffusion de la dernière partie de la série, Morgan Jeffery du Radio Times décrit l'épisode final, La Fiancée du Néant, comme étant « l'un des chants du cygne télévisés les plus tragiques ».

## Distinctions
Sauf indication contraire, les informations mentionnées dans cette section peuvent être confirmées par la base de données cinématographiques IMDb,  présente dans la section « Liens externes ».

### Récompenses
- Directors Guild of Canada Awards 2019 :
  - Meilleure réalisation dans une série télévisée familiale pour l'épisode Chapitre six : Un Exorcisme à Greendale (saison 1, épisode 6)
  - Meilleurs décors dans une série télévisée de comédie ou familiale
- Golden Trailer Awards : Meilleur générique dans une série télévisée
- Directors Guild of Canada Awards 2020 : Meilleurs décors dans une série télévisée de comédie ou familiale pour l'épisode Chapitre vingt-trois : Lourde est la couronne (saison 2, épisode 3)

### Nominations
- Dorian Awards 2019 : Série télévisée campy de l'année
- Fangoria Chainsaw Awards 2019 : Meilleure série télévisée
- Kids' Choice Awards 2019 : Série télévisée dramatique préférée
- Leo Awards 2019 :
  - Meilleure photographie dans une série télévisée dramatique pour les épisodes Chapitre six : Un Exorcisme à Greendale (saison 1, épisode 6) et Chapitre dix : Minuit (saison 1, épisode 10)
  - Meilleurs maquillages dans une série télévisée dramatique pour l'épisode Chapitre cinq : Rêves dans une maison de sorcières (saison 1, épisode 5)
  - Meilleure performance par un acteur invité dans une série télévisée dramatique pour Jason Beaudoin dans l'épisode Chapitre six : Un Exorcisme à Greendale (saison 1, épisode 6)
- MTV Movie & TV Awards 2019 : Meilleure performance dans une série télévisée pour Kiernan Shipka
- Saturn Awards 2019 :
  - Meilleure série télévisée d'horreur ou thriller diffusée en streaming
  - Meilleure actrice dans une série télévisée diffusée en streaming pour Kiernan Shipka
- Teen Choice Awards 2019 : 
  - Série télévisée de science-fiction / fantastique préférée
  - Actrice préférée dans une série télévisée de science-fiction ou fantastique pour Kiernan Shipka
  - Acteur préféré dans une série télévisée de science-fiction ou fantastique pour Ross Lynch